# Mario Mattei
Mario Mattei (né le 6 septembre 1792 à Pergola, dans l'actuelle région des Marches, alors dans les États pontificaux et mort le 7 octobre 1870 à Rome) est un cardinal italien du XIXe siècle.

## Biographie
Mario Mattei fait des études à l'université de Rome « La Sapienza » et passe un doctorat in utroque jure puis à l'Académie des nobles ecclésiastiques en 1810. Il est trésorier de la Chambre apostolique en 1828.
Le pape Grégoire XVI le crée cardinal lors du consistoire du 2 juillet 1832. 
Mario Mattei est archiprêtre de Saint-Pierre de 1843 jusqu'à sa mort en 1870.
Il est devient cardinal-évêque de Frascati (1844-1854) et de Porto e Santa Rufina (1854-1860). 
Il participe au conclave de 1846, lors duquel Pie IX est élu comme pape. Il est camerlingue du Sacré Collège de 1848 à 1850. En 1854, il est nommé préfet du tribunal suprême de la Signature apostolique. De 1858 à sa mort, il est pro-dataire apostolique. Avec sa nomination comme cardinal-évêque d'Ostie et de Velletri en 1860, il devient doyen du Collège des cardinaux primus inter pares. Il participe au concile de Vatican I.